# Hendrik Reiher
Hendrik Reiher (ur. 25 stycznia 1962 w Eisenhüttenstadt) – niemiecki wioślarz (sternik), dwukrotny medalista olimpijski.
Urodził się w NRD i do zjednoczenia Niemiec startował w barwach tego kraju. Oba medale zdobył jako członek czwórki (ze sternikiem). W Seulu sięgnął po złoto, cztery lata później - już jako reprezentant zjednoczonych Niemiec - zajął drugie miejsce. Siedmiokrotnie był medalistą mistrzostw świata, w tym trzy razy złotym: w 1986, 1987 i 1990 (za każdym razem w czwórce ze sternikiem). W 1981 oraz 1982 (dwójka ze sternikiem) i 1983 (ósemka) sięgał po srebro, a w 1989 (czwórka ze sternikiem) po brąz tej imprezy. Zdobywał tytuły mistrza zarówno NRD jak i Niemiec.